# Krtičník hlíznatý
Krtičník hlíznatý (Scrophularia nodosa) je vytrvalá bylina z rodu krtičník, nejhojnější zástupce tohoto rodu v ČR. Dorůstá výšky asi do 1 m, rozkvétá asi 1 cm dlouhými květy shora hnědočervenými, jinak žlutozelenými. Jeho oddenek je hlízovitě ztlustlý.

## Popis
Krtičník hlíznatý je trvalka vytrvávající hlízovitým oddenkem. Dorůstá výšky asi 0,4 – 1 m. Lodyha je zřetelně čtyřhranná. Řapíkaté vstřícné listy jsou vejčitě kopinaté, na bázi víceméně uťaté, pilovité. Květenstvím je hrozen složený z vrcholíků, listeny jsou kromě nejspodnějších velmi malé. Kališní lístky srůstají a tvoří zvonkovitý kalich se zřetelnými kališními cípy. Korunní trubka je břichatá, dvoupyská, svrchu hnědočervená, jinak spíše zelenavá. Tyčinky jsou čtyři, pátá je přeměněna na lupenité staminodium ve svrchní části korunní trubky. Plodem je dvěma chlopněmi pukající tobolka. Kvete hlavně v červnu a červenci, dokvétá v srpnu.

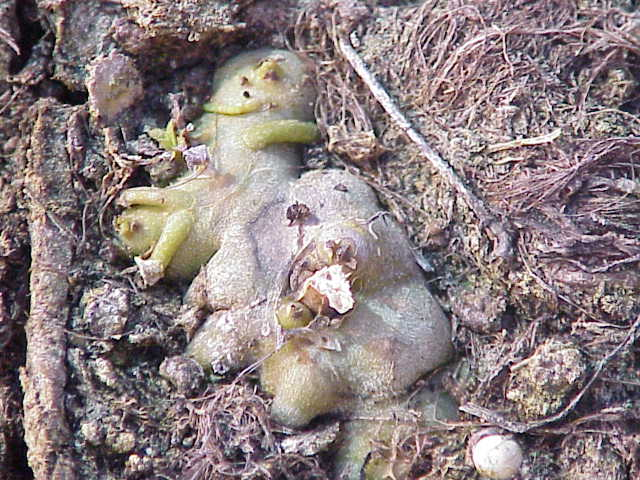
Hlízovitý oddenek
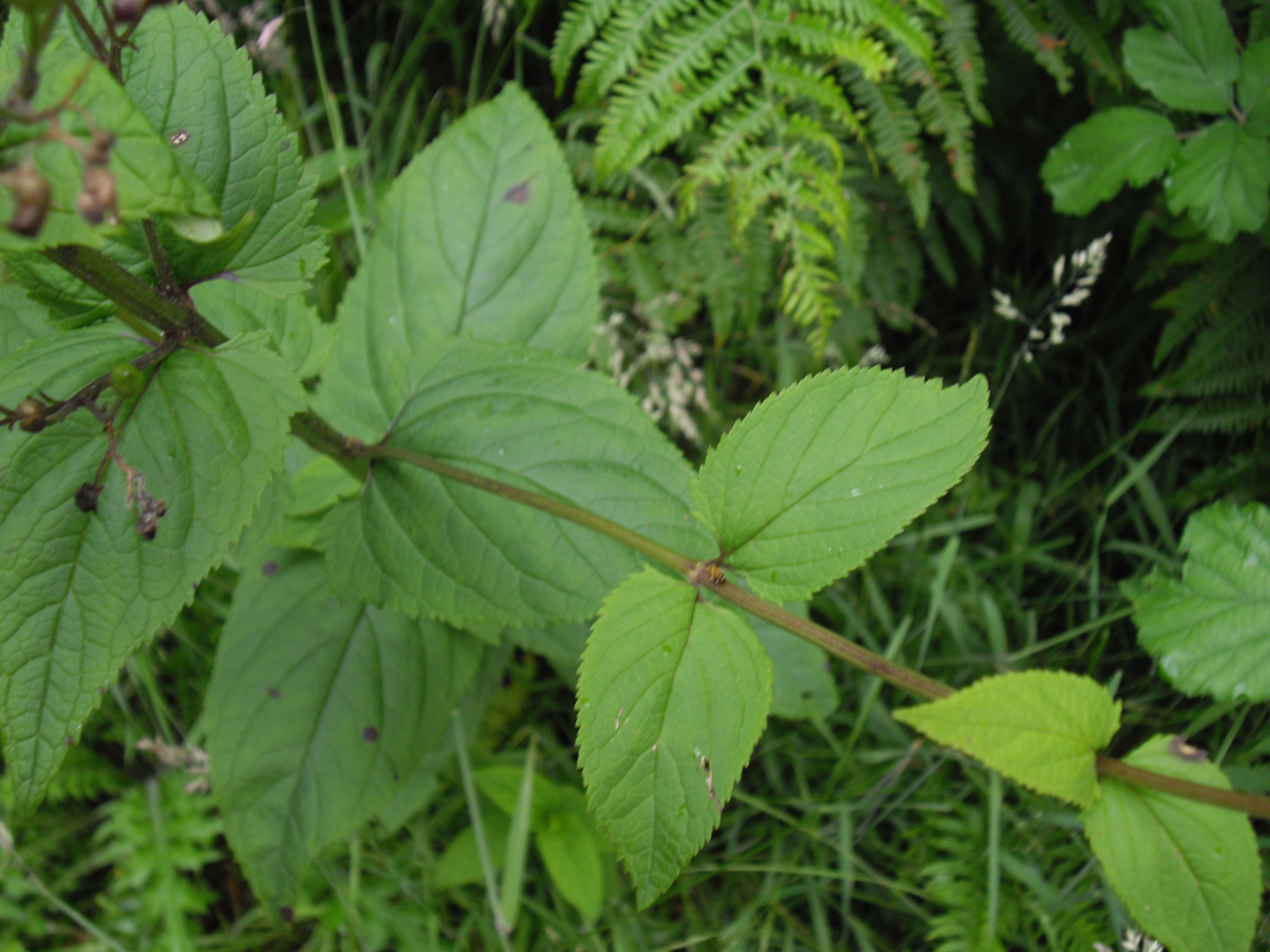
Listy krtičníku hlíznatého
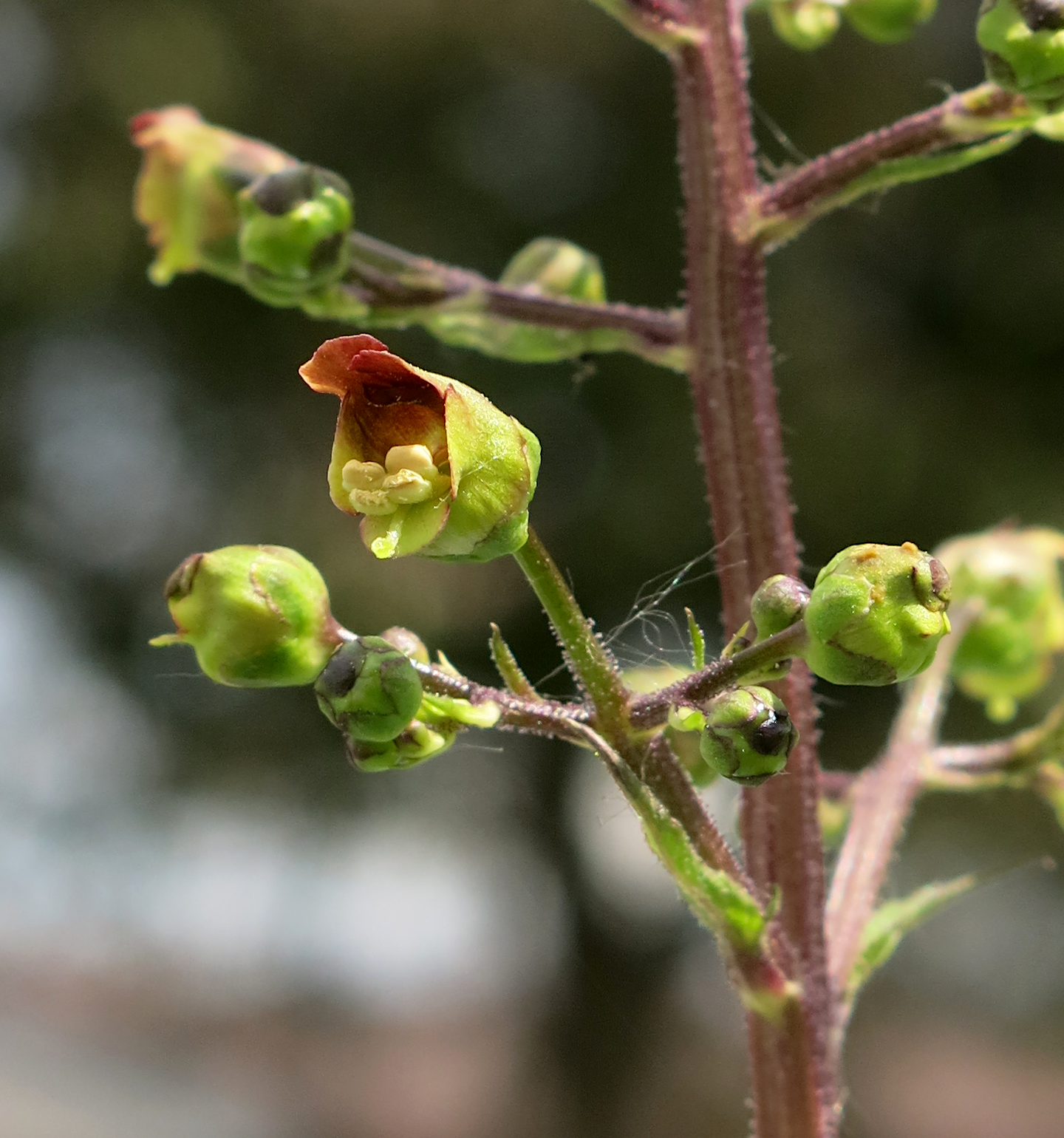
Část květenství a detail květu
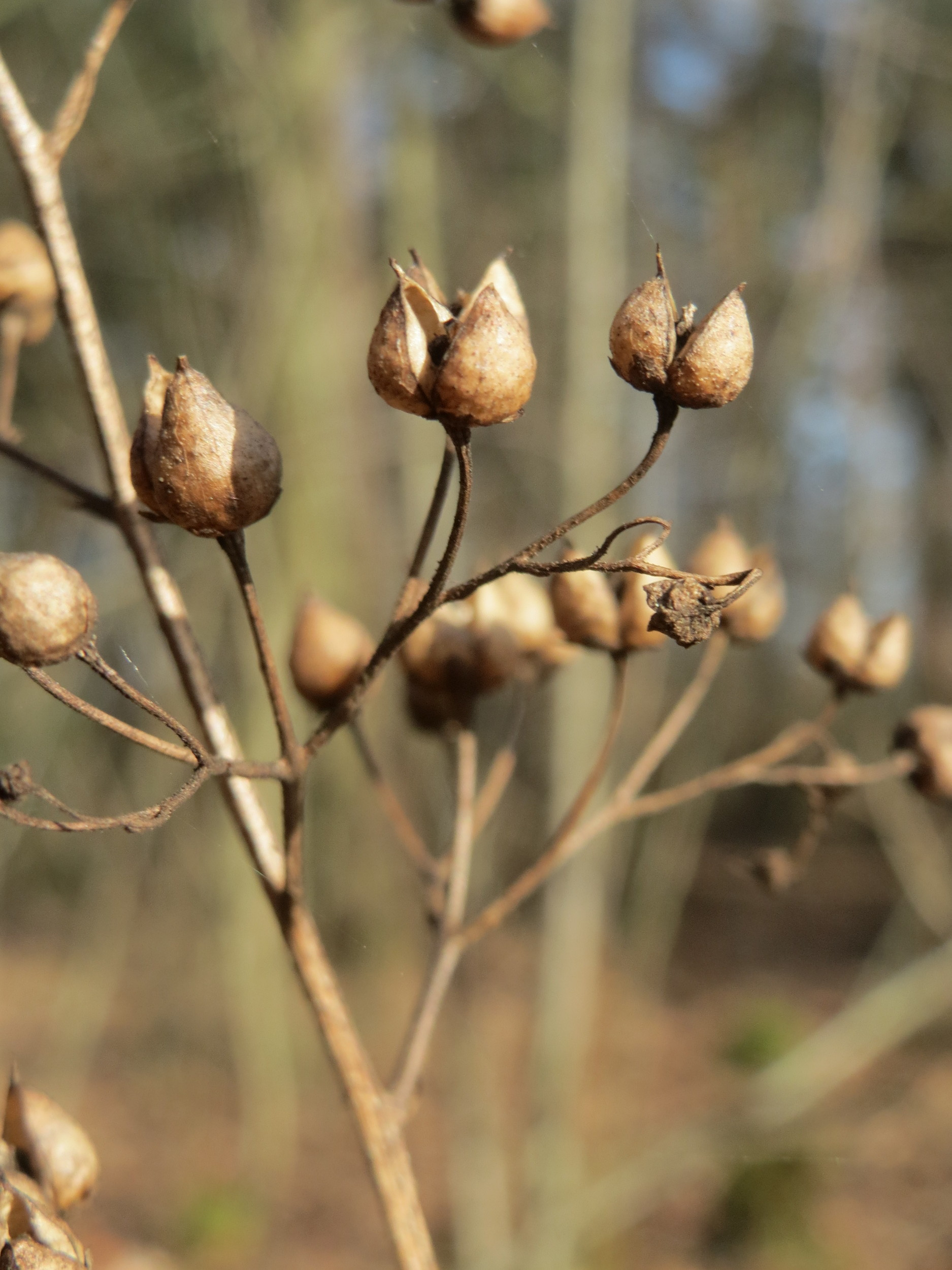
Otevírající se tobolky

## Výskyt
Krtičník hlíznatý je rozšířen především v Evropě, zasahuje však až do asijské části Sibiře či na Kavkaz. V ČR se vyskytuje na celém území, mimo pohoří dosti hojně. Vyhledává spíše vlhčí a stinnější místa: listnaté a smíšené lesy, lesní okraje, křoviny, břehy vod.